# Soupe à la valpellinoise
La soupe à la valpellinoise ou seuppa à la vâpeleunèntse (en patois valdôtain) est un plat typique de la Vallée d'Aoste, et en particulier du Valpelline.

## Description
C'est une soupe à base de pain blanc rassis, fontine, beurre et bouillon de chou de Savoie.